# Hirschberg (Naturschutzgebiet)
Koordinaten: 50° 11′ 28″ N, 12° 20′ 0″ O
Das Naturschutzgebiet Hirschberg liegt im Vogtlandkreis in Sachsen. Das Gebiet mit dem 583 Meter hohen Hirschberg erstreckt sich nordöstlich von Schönberg, einem Ortsteil der Gemeinde Bad Brambach. Westlich des Gebietes verläuft die B 92 und am östlichen Rand die Staatsgrenze zu Tschechien.

## Bedeutung
Das rund 32,3 ha große Gebiet mit der NSG-Nr. C 81 wurde im Jahr 1995 unter Naturschutz gestellt.